# Kalnapilis
Kalnapilis er et litauisk bryggeri, der blev oprettet af Albert Foight i Panevėžys i 1902. En grundejer af tysk oprindelse, Foight navngav bryggeriet "Bergschlösschen", som betyder en lille slot på bakken. I 1918 blev navnet ændret til en litauisk Kalnapilis, svarende til Bergschlösschen.
Kalnapilis blev overtaget af Baltic Beverages Holding (oprettet af Pripps fra Sverige og Hartwall fra Finland) i 1994. Ejerskabet blev overdraget til Royal Unibrew i 2001, der fusionerede Kalnapilis med Taurasbryggeriet i Vilnius i AB Kalnapilio-Tauro Groupe.
I april 1996 åbnet mulighed for nye gæring og lagring udstyr væsentligt forskellige behandling, og resultatet er at indføre tre nye mærker. Bryggeriet har en årlig maksimal kapacitet på 600.000 hektoliter.
Kalnapilis vandt 2 guldpriser ved World Beer Cup i 2004, OL for øl, en i bock kategorien med "Kalnapilis 7,3", og en i pale lager kategorien med "Kalnapilis Original".
Kalnapilis støtter kultur og sport i Litauen. Bryggeriet sponsorerede den internationale teaterfestival "Life", mange musikarrangementer og er blevet den hovedsponsor for den litauiske basketball liga..